# Илчигулово
Илчигулово (на башкирски: Илсегол) е село в Миякински район на Република Башкортостан на Руската федерация. Административен център на Илчигуловския селски съвет.

## Географско положение
Намира се на десния бряг на река Дема.

### Разстояние до:
- областен център (Киргиз-Мияки): 49 км,
- най-близката жп гара (Аксеново): 46 км.

## Национален състав
Според преброяването от 2002 г. преобладаващата националност са башкирите (99%).